# Filottrano
Filottrano és un comune (municipi) de la província d'Ancona, a la regió italiana de les Marques, situat a uns 25 quilòmetres al sud-oest d'Ancona. A 1 de gener de 2019 la seva població era de 9.298 habitants.
Filottrano limita amb els següents municipis: Appignano, Cingoli, Jesi, Montefano, Osimo i Santa Maria Nuova.